# Coronavirus humain NL63
Alphacoronavirus amsterdamense
Espèce
Alphacoronavirus amsterdamense, aussi appelé coronavirus humain NL63 (ancien nom scientifique Human coronavirus NL63, acronyme HCoV-NL63), est une espèce de coronavirus qui a été identifiée fin 2004 chez un enfant de sept mois atteint de bronchiolite aux Pays-Bas. Il s'agit d'un virus à ARN simple brin enveloppé, de sens positif, qui pénètre dans sa cellule hôte par le récepteur ACE2,. L'infection par le virus a été confirmée dans le monde entier et est associée à de nombreux symptômes et maladies courants. Les maladies associées comprennent des infections légères à modérées des voies respiratoires supérieures, une infection aiguë sévère des voies respiratoires inférieures, un croup et la bronchiolite. 
Le virus se rencontre principalement chez les jeunes enfants, les personnes âgées et les patients immunodéprimés souffrant d'une maladie respiratoire aiguë. Il a également une association saisonnière dans les climats tempérés. Une étude réalisée à Amsterdam a estimé la présence de HCoV-NL63 dans environ 4,7 % des maladies respiratoires courantes.  
Le virus provient de civettes et de chauves-souris infectées. HCoV-NL63 est l'une des six espèces de coronavirus (Alpha- et Beta-) connues pour infecter les humains, avec HCoV-229E, HCoV-OC43, HCoV-HKU1, MERS-CoV et SARSr-CoV (SARS-CoV, SARS-CoV-2). On estime qu'il a divergé par rapport au HCoV-229E il y a environ 1000 ans : il a donc probablement circulé chez l'humain depuis plusieurs siècles.

## Symptômes
Les premiers cas d'infection par HCoV-NL63 ont été trouvés chez de jeunes enfants atteints de graves infections des voies respiratoires inférieures admis à l'hôpital. Bien que la présentation clinique du virus puisse être sévère, elle a également été trouvée dans des cas bénins d'infection respiratoire. La comorbidité de HCoV-NL63 avec d'autres infections respiratoires rend ses symptômes spécifiques difficiles à identifier. Une étude des symptômes cliniques chez les patients HCoV-NL63 sans infection secondaire a rapporté que les symptômes les plus courants étaient la fièvre, la toux, la rhinite, le mal de gorge, l'enrouement, la bronchite, la bronchiolite, la pneumonie et le croup. Une étude précoce sur les enfants atteints de maladies des voies respiratoires inférieures a révélé que HCoV-NL63 était plus communément trouvé chez les patients externes que les patients hospitalisés, ce qui suggère qu'il s'agit d'un virus du rhume courant comme HCoV-229E et  HCoV-OC43, qui provoquent généralement des symptômes moins graves. Cependant, la fréquence élevée de croup est spécifique à l'infection par HCoV-NL63. 

## Cause

La distribution saisonnière de HCoV-NL63 montre une présence préférentielle entre novembre et mars

On pense que la transmission de HCoV-NL63 se fait par transmission directe de personne à personne dans les zones très peuplées. Le virus peut survivre jusqu'à une semaine en dehors du corps dans des solutions aqueuses à température ambiante et trois heures sur des surfaces sèches. La plupart des gens seront infectés par un coronavirus au cours de leur vie, mais certaines populations sont plus sensibles à HCoV-NL63: les enfants de moins de 5 ans, les personnes âgées et les personnes immunodéprimées notamment.  
HCoV-NL63 semble avoir une incidence saisonnière, se produisant le plus souvent pendant les mois d'hiver dans les climats tempérés. Dans les climats plus extrêmes et tropicaux, le virus n'a aucune préférence pour une saison particulière.  
De nombreuses études ont signalé la cooccurrence de HCoV-NL63 avec d'autres coronavirus humains, le virus de la grippe A, l'orthopneumovirus humain (RSV), le virus parainfluenza et le métapneumovirus humain (hMPV). 

## Mécanisme
La transmission de HCoV-NL63 est probable par l'expulsion de gouttelettes des voies respiratoires, qui peuvent être en suspension dans l'air ou se propager par contact personnel étroit. Le virus est capable de survivre jusqu'à sept jours dans les sécrétions respiratoires et reste infectieux à température ambiante. Une fois que le virus est entré dans l'hôte, il se lie aux récepteurs cellulaires à l'aide de sa protéine d'enveloppe Spike. HCoV-NL63 utilise l'enzyme de conversion de l'angiotensine 2 (ACE2) comme récepteur d'entrée pour se lier aux cellules cibles et y pénétrer. L'entrée dans la cellule se fait soit par fusion cellulaire directe avec la membrane plasmique, soit par endocytose suivie d'une fusion avec la membrane. En raison de l'absence d'un clone ADNc de HCoV-NL63, la recherche sur le cycle de réplication est limitée. Parce qu'il s'agit d'un virus à ARN simple brin positif, les processus de réplication via la transcription et la traduction peuvent être effectués dans le cytoplasme de la cellule infectée. 

## Diagnostic
Il est difficile de distinguer les symptômes causés par l'infection du virus HCoV-NL63 de ceux causés par d'autres virus humains courants, ce qui rend le diagnostic et la détection complexes. La réaction de polymérisation en chaîne après transcription inverse des échantillons prélevés par écouvillonnage nasopharyngé est la méthode la plus couramment utilisée pour la détection du virus. La culture virale ou le test de sérum sanguin pour les anticorps peuvent également être utilisés pour la confirmation de l'infection.

## La prévention
Les Centers for Disease Control and Prevention (CDC) des États-Unis recommandent plusieurs mesures de prévention des infections par le HCoV-NL63, notamment: se laver souvent les mains avec du savon et de l'eau, éviter les contacts étroits avec les personnes malades et ne pas toucher les yeux, la bouche ou le nez. 

## Traitement et pronostic
Le traitement du virus HCoV-NL63 dépend de la gravité de la symptomatologie associée. La plupart des infections légères à modérées disparaîtront d'elles-mêmes. Les symptômes peuvent être soulagés en prenant un analgésique ou un médicament contre la fièvre, en prenant une douche chaude ou en utilisant un humidificateur. Un traitement antiviral peut être nécessaire pour les patients infectés qui se retrouvent en unité de soins intensifs en raison d'une infection respiratoire aigüe. L'immunoglobuline intraveineuse est un inhibiteur du HCoV-NL63 approuvé par la FDA qui est également utilisé pour traiter la déficience immunitaire primaire, le VRS et la maladie de Kawasaki. 

## Recherche récente
Des données récentes suggèrent une association de l'infection par HCoV-NL63 avec la maladie de Kawasaki, une vascularite systémique dans l'enfance qui peut entraîner des anévrismes des artères coronaires. Dans le monde développé, la maladie de Kawasaki est la cause la plus fréquente de maladie cardiaque acquise chez les enfants.  
Une analyse plus approfondie de la pathogénicité de HCoV-NL63 semble justifiée, en particulier en raison de preuves récentes que ce virus utilise le même récepteur cellulaire que le SARSr-CoV, ACE2.  
HCoV-NL63 a également été trouvé dans le tractus intestinal d'individus infectés et lié à une gastro-entérite. Ce type d'infection est le résultat direct de l'invasion virale de la muqueuse des intestins. Le rôle du HCoV-NL63 dans la gastro-entérite n'est pas clair en raison de la coinfection typique avec d'autres virus.  
Le HCoV-NL63 est probablement sous-détecté en raison de son rôle dans de nombreuses infections respiratoires légères à modérées et de la comorbidité avec d'autres maladies. Les chercheurs ont suggéré que des études plus complètes et basées sur la population sont nécessaires pour déterminer les effets de ce virus sur les systèmes en dehors des voies respiratoires. 
Le génome de ce coronavirus présente une identité de séquence de 49 % avec le SARS-CoV-2.